# Pandanus isis
Pandanus isis är en enhjärtbladig växtart som beskrevs av Harold St.John. Pandanus isis ingår i släktet Pandanus och familjen Pandanaceae. Inga underarter finns listade.